# Sofra

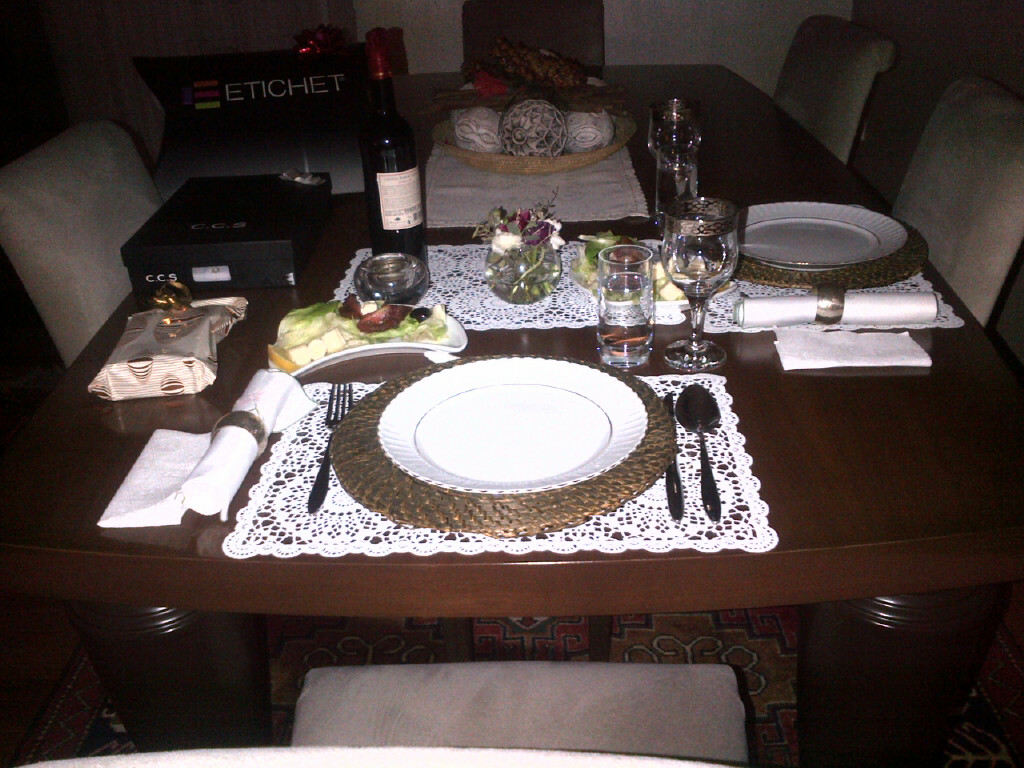
Sofra contemporània per a dos

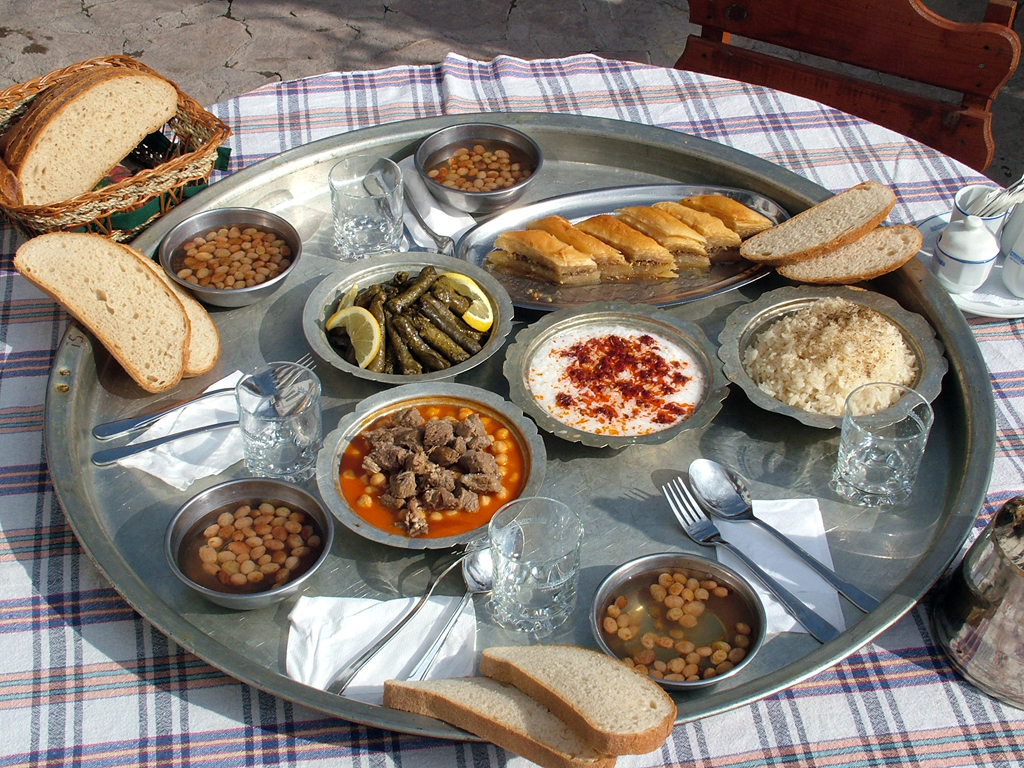
"Yer sofrası" (de sini) a Beypazarı, Ankara

Sofra és, dins la cultura turca, una taula (masa) preparada per a menjar. La paraula sofra també s'utilitza, com "yer sofrası", quan hom menja assegut a terra (en turc: yer) amb un "sini" (safata gran i rodona) col·locat sobre una base especial anomenada "kasnak") o a una mena de taula baixa de fusta, que es fa servir tant per a fer yufka com sofra, posant a sobre un drap de taula.

## Història

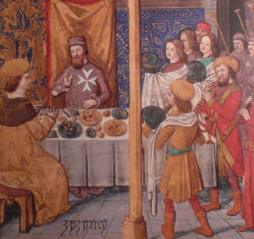
Sultan Cem menjant en una sofra occidental a Bourganeuf, a finals del.

Antigament, quan un kan (rei) donava un banquet, era tradició que un cop acabat l'àpat els convidats poguessin endur-se els coberts d'or i plata i les estovalles de valor fetes servir.

## Çilingir sofrası
A Turquia, quan una sofra es prepara amb cura, especialment per a beure rakı i menjar mezes s'anomena "çilingir sofrası".

## Etimologia
La paraula sofra, en llengua turca, ve de l'àrab (سفرة sufre), que significa una safata per a menjar (en turc: "sini").